# کارل هاین
کارل هاین (آلمانی: Karl Hein؛ ۱۱ ژوئن ۱۹۰۸ – ۱۰ ژوئیه ۱۹۸۲) پرتاب‌گر چکش اهل آلمان بود.
وی در مسابقات کشوری و بین‌المللی در مجموع برندهٔ ۲ مدال طلا شده‌است.